# Xenochalepus potomacus
Xenochalepus potomacus är en skalbaggsart som beskrevs av Butte 1968. Xenochalepus potomacus ingår i släktet Xenochalepus och familjen bladbaggar. Inga underarter finns listade i Catalogue of Life.